# Peakbreak

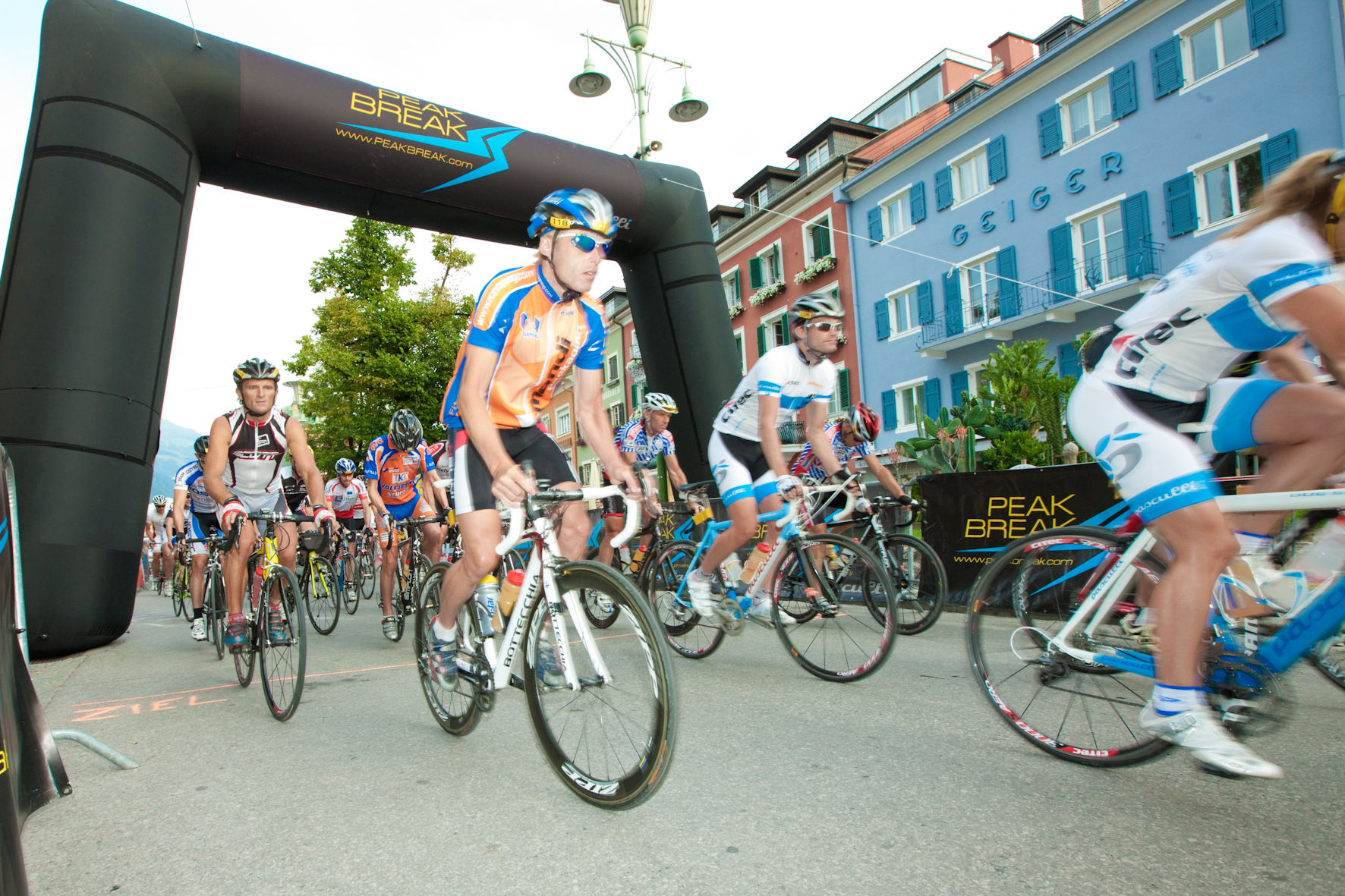
Peakbreak 2011

Das Peakbreak war ein Radsport-Etappenrennen für Jedermannsportler über die österreichischen Alpen. Das Rennen wurde für Einzelfahrer und Mannschaften ausgetragen und fand zwischen 2008 und 2017 jährlich Anfang Juli statt.

## Geschichte
2012 fand Peakbreak zum fünften Mal statt. Seit 2008 wurden jährlich bis zu 18 Alpenpässe bezwungen, darunter auch die Strecken der Giro-d’Italia-Klassiker Monte Zoncolan und Kronplatz. Da für das offene Rennen keine Lizenzen notwendig waren, konnte jeder Radsportler teilnehmen. Das Rennen zählt zu den härtesten Etappenrennen der Welt für ambitionierte Hobby-Rennradfahrer.
Das Rennen 2018 wurde auf 2019 verschoben, fand dann aber nicht statt, die Veranstalter sind seit Ende 2019 nicht mehr erreichbar.

## Rennen
Peakbreak wurde erstmals 2008 ausgetragen und konnte sich sofort in der Szene der Jedermannrennen etablieren. Das Etappenrennen besteht aus sieben bis acht Tagesetappen, die durch Tirol, Salzburg, die Steiermark und Kärnten führen.
Gefahren wird entweder in Einzel- oder Zweierwertung bzw. in Viererteams. So können Männer und Frauen einzeln, in verschiedenen Klassen oder im Team antreten. Zugelassen sind auch Zweier-Staffeln, um den Einstieg für Athleten zu erleichtern.
Die Wertung erfolgt in folgenden Wertungsklassen:
als Einzelfahrer:
Damen
Herren
Master 1
Master 2
als Team:
Damen
Herren
Master 1
Master 2
Mixed

## Side Events
Während der Rennwoche finden an den jeweiligen Etappenorten Side-Events statt. Die Teilnehmer werden im Zielbereich von einem Moderator und Musik empfangen, während der täglichen Pasta-Party werden tagesaktuell Fotos und Videos präsentiert und die Strecke für die nächste Etappe im Detail besprochen. Am Zielort von Peakbreak werden im Rahmen der Siegerehrung die Gesamtsieger geehrt und die Finisher-Shirts an alle Athleten (die die Strecke in der vorgegebenen Zeit bewältigt haben) ausgegeben. Die Rennwoche wird mit einer Finisher-Party abgeschlossen.

## Pässe
Seit 2008 wurden im Rahmen von Peakbreak über 30 Pässe von Hobbysportlern befahren.
Pässe 2008:
Soboth, Diex, Nassfeld, Gailbergsattel, Iselsberg, Großglockner, Pass Thurn, Kitzbüheler Horn, Dientner Sattel, Pass Gschütt, Koppenpass, Sölkpass, Hocheggersattel, Neumarkter Sattel, Klippitztörl, Pack
Pässe 2009:
Soboth, Diex, Nassfeld, Gailbergsattel, Iselsberg, Kitzbüheler Horn, Großglockner, Pass Thurn, Grießenpass, Filzensattel, Dientner Sattel, Koppenpass, Sölkpass, Neumarkter Sattel, Klippitztörl, Weinebene
Pässe 2010:
Großglockner, Kitzbüheler Horn, Nassfeld, Passo Tre Croci, Dachstein, Dobratsch, Falzaregopass, Grödner Joch, Furkelpass, Staller Sattel, Iselsberg, Hochtor, Fuschertörl, Pass Thurn, Grießenpass, Filzensattel, Dientner Sattel, Sölkpass, Turracher Höhe, Plöckenpass, Mauriapass, Valparolapass
Pässe 2011:
Nassfeld, Plöckenpass, Glanz, Windische Höhe, Mauriapass, Passo Tre Croci, Falzaregopass, Furkelpass, Kronplatz, Stallersattel, Fuschertörl, Pass Thurn, Hochtor, Kitzbüheler Horn, Grießenpass, Dientner Sattel, Obertauern, Katschberg, Nockalmstraße, Iselsberg, Monte Zoncolan, Filzensattel, Valparolapass
Pässe 2012:
Gailbergsattel, Plöckenpass, Monte Zoncolan, Mauriapass, Passo Tre Croci, Falzaregopass, Valparolapass, Furkelpass, Kronplatz, Bruneck, Stallersattel, Iselsberg, Hochtor, Fuschertörl, Pass Thurn, Kitzbüheler Horn, Filzensattel, Dientner Sattel, Obertauern, Nockalmstraße

## Streckenführung

### 2008
Im Jahr 2008 fand erstmals das Alpenrennen Peakbreak statt. Es mussten sieben Etappen, 1.009 Kilometer und 17.600 Höhenmeter zurückgelegt werden.
| Etappe | Strecke                                                                                   | Kilometer | Höhenmeter |
| ------ | ----------------------------------------------------------------------------------------- | --------- | ---------- |
| 01     | Graz – Soboth – Diex – Sankt Veit an der Glan                                             | 175 km    | 2.700 hm   |
| 02     | Sankt Veit an der Glan – Tarvis – Nassfeld – Gailbergsattel – Lienz                       | 184 km    | 2.500 hm   |
| 03     | Lienz – Iselsberg – Großglockner – Pass Thurn – Kitzbühel                                 | 141 km    | 2.900 hm   |
| 04     | Kitzbühel – Kitzbüheler Horn                                                              | 11 km     | 900 hm     |
| 05     | Kitzbühel – Dientner Sattel – Bischofshofen – Pass Gschütt – Koppenpass – Bad Mitterndorf | 170 km    | 3.400 hm   |
| 06     | Bad Aussee – Sölkpass – Hocheggersattel – Judenburg                                       | 142 km    | 2.300 hm   |
| 07     | Judenburg – Neumarkter Sattel – Klippitztörl – Pack – Graz                                | 186 km    | 2.900 hm   |

### 2009
In der letzten Juni-Woche fand 2009 Peakbreak statt, wieder gab es sieben Etappen, die auf 1.017 Kilometer Strecke und bis zu 18.000 Höhenmeter bezwungen wurden.
(Wetterbedingt gab es 2009 einen Etappenstreckenausfall im Bereich des Großglockners, umgeleitet wurde von Piesendorf nach Going.)
| Etappe | Strecke                                                | Kilometer |
| ------ | ------------------------------------------------------ | --------- |
| 01     | Graz, Schloss Eggenberg – Klagenfurt, Neuer Platz      | 172 km    |
| 02     | Klagenfurt, City Arkaden – Lienz, Hauptplatz           | 174 km    |
| 03     | Lienz, Hauptplatz – Going am Wilden Kaiser, Kirchplatz | 157 km    |
| 04     | Going am Wilden Kaiser – Kitzbühler Horn               | 25 km     |
| 05     | Going am Wilden Kaiser – Bad Mitterndorf               | 177 km    |
| 06     | Bad Mitterndorf – Wolfsberg, Rathaus                   | 175 km    |
| 07     | Wolfsberg, Rathaus – Graz, Schloss Eggenberg           | 137 km    |

### 2010
Peakbreak wurde im Jahr 2010 zum dritten Mal ausgetragen. Die Hobbysportathleten radelten 19.860 Höhenmeter, auf 975 Kilometer Strecke.
| Etappe | Strecke                        | Kilometer | Höhenmeter |
| ------ | ------------------------------ | --------- | ---------- |
| Prolog | Alpenarena Villach – Dobratsch | 17 km     | 1.160 hm   |
| 01     | Villach – Arta Terme           | 136 km    | 2.800 hm   |
| 02     | Arta Terme – Gröden            | 160 km    | 3.900 hm   |
| 03     | Gröden – Lienz                 | 157 km    | 2.900 hm   |
| 04     | Lienz – Going am Wilden Kaiser | 175 km    | 3.200 hm   |
| 05     | Going – Kitzbüheler Horn       | 21 km     | 900 hm     |
| 06     | Going – Ramsau am Dachstein    | 132 km    | 2.300 hm   |
| 07     | Ramsau am Dachstein – Villach  | 177 km    | 2.700 hm   |

### 2011
2011 wurde die Strecke von Millstatt über Lienz bis zum Millstättersee zurückgeführt, dabei mussten 853 Kilometer geradelt werden.
| Etappe | Strecke                               | Kilometer | Höhenmeter |
| ------ | ------------------------------------- | --------- | ---------- |
| Prolog | Millstatt – Lammersdorfer Alm         | 8 km      | 1.000 hm   |
| 01     | Millstätter See – Monte Zoncolan      | 132 km    | 3.200 hm   |
| 02     | Arta Terme – Kronplatz                | 181 km    | 4.300 hm   |
| 03     | Bruneck – Lienz                       | 91 km     | 1.500 hm   |
| 04     | Lienz – Going am Wilden Kaiser        | 158 km    | 3.200 hm   |
| 05     | Going – Kitzbüheler Horn              | 21 km     | 900 hm     |
| 06     | Going – Sankt Michael im Lungau       | 162 km    | 2.600 hm   |
| 07     | St. Michael, Lungau – Millstätter See | 100 km    | 2.400 hm   |

### 2012
Zum fünften Mal fand Peakbreak im Jahr 2012 statt, wo es insgesamt acht Etappen gab, mit 17.900 Höhenmeter und einer Strecke von insgesamt 874 Kilometer.
| Etappe | Strecke                              | Kilometer | Höhenmeter |
| ------ | ------------------------------------ | --------- | ---------- |
| 01     | Seeboden – Monte Zoncolan            | 109 km    | 2.600 hm   |
| 02     | Arta Terme – Bruneck                 | 178 km    | 3.800 hm   |
| 03     | Bruneck – Kronplatz                  | 26 km     | 1.500 hm   |
| 04     | Bruneck – Lienz                      | 91 km     | 1.500 hm   |
| 05     | Lienz – Neukirchen am Großvenediger  | 134 km    | 2.600 hm   |
| 06     | Neukirchen – Kitzbüheler Horn        | 55 km     | 1.400 hm   |
| 07     | Neukirchen – Sankt Michael im Lungau | 179 km    | 2.400 hm   |
| 08     | St. Michael, Lungau – Seeboden       | 102 km    | 2.100 hm   |

### 2014
| Etappe | Strecke                                                 | Kilometer | Höhenmeter |
| ------ | ------------------------------------------------------- | --------- | ---------- |
| 01     | Tröpolach – Sexten                                      | 151 km    | 3.400 hm   |
| 02     | Sexten – Auronzo Hütte                                  | 64 km     | 2.100 hm   |
| 03     | Sexten – Großkirchheim                                  | 99 km     | 1.600 hm   |
| 04     | Großkirchheim – Saalfelden                              | 77 km     | 1.800 hm   |
| 05     | Saalfelden – Kitzbühler Horn                            | 52 km     | 1.200 hm   |
| 06     | Saalfelden – Bad Kleinkirchheim                         | 180 km    | 3.000 hm   |
| 07     | Bad Kleinkirchheim – Nockalmstraße – Bad Kleinkirchheim | 106 km    | 2.900 hm   |
| 08     | Bad Kleinkirchheim – Nassfeld                           | 113 km    | 2.100 hm   |

### 2015
| Etappe | Strecke                       | Kilometer | Höhenmeter |
| ------ | ----------------------------- | --------- | ---------- |
| 01     | Tröpolach – Nassfeld          | 12 km     | 900 hm     |
| 02     | Tröpolach – Plöckenpass       | 120 km    | 3.200 hm   |
| 03     | Tröpolach – Großkirchheim     | 150 km    | 2.900 hm   |
| 04     | Großkirchheim – Gasteinertal  | 113 km    | 2.600 hm   |
| 05     | Gasteinertal – Tröpolach      | 161 km    | 2.700 hm   |
| 06     | Tröpolach – Bovec             | 109 km    | 1.400 hm   |
| 07     | Bovec – Passo Solarie – Bovec | 119 km    | 1.500 hm   |
| 08     | Bovec – Nassfeld              | 73 km     | 2.300 hm   |

## Wertungen

### Endstand 2008 nach 7 Etappen
| Platz | Teilnehmer         | Startnummer | Zeit        |
| ----- | ------------------ | ----------- | ----------- |
| 1.    | Weber Joa          | 99          | 32:04:22.75 |
| 2.    | Wilfling Markus    | 13          | 32:39:58.08 |
| 3.    | Strasser Christoph | 35          | 32:53:26.07 |

| Platz | Teilnehmer      | Startnummer | Zeit        |
| ----- | --------------- | ----------- | ----------- |
| 1.    | Borchers Sabine | T274        | 38:44:09.66 |
| 2.    | Martin Birte    | 188         | 43:18:51.05 |
| 3.    | Mandt Miriam    | 156         | 43:35:59.46 |

| Platz | Teilnehmer                          | Startnummer | Zeit        |
| ----- | ----------------------------------- | ----------- | ----------- |
| 1.    | Deckers Philippe, Grieger Christian | T237        | 69:36:08.13 |
| 2.    | Jäckel Karlheinz, Gill Jürgen       | T222        | 77:14:07.80 |
| 3.    | Springer Manfred, Plank Andreas     | 101, 109    | 77:27:23.90 |

| Platz | Teilnehmer                    | Startnummer | Zeit        |
| ----- | ----------------------------- | ----------- | ----------- |
| 1.    | Kanzler Jens, Borchers Sabine | T274        | 77:13:59.40 |

Quelle radmarathon.at:

### Endstand 2009 nach 7 Etappen
| Platz | Teilnehmer           | Startnummer | Zeit       |
| ----- | -------------------- | ----------- | ---------- |
| 1.    | Woisetschläger Reini | T289A       | 28:11:47.4 |
| 2.    | Höllige Günter       | 66          | 28:18:44.3 |
| 3.    | Gettler Günther      | 11          | 29:04:50.2 |

| Platz | Teilnehmer       | Startnummer | Zeit       |
| ----- | ---------------- | ----------- | ---------- |
| 1.    | Östreich Manuela | 40          | 39:20:51.8 |
| 2.    | Kegelberg Britta | T287A       | 39:04:13.8 |

| Platz | Teilnehmer                         | Startnummer  | Zeit       |
| ----- | ---------------------------------- | ------------ | ---------- |
| 1.    | Fahrner Andreas, Lechner Alexander | T202B, T202A | 65:18:55.3 |

| Platz | Teilnehmer                       | Startnummer  | Zeit       |
| ----- | -------------------------------- | ------------ | ---------- |
| 1.    | Bauer Judith, Gerhardt Mechthild | T211B, T211A | 72:20:14.7 |

| Platz | Teilnehmer                                                           | Startnummer                | Zeit        |
| ----- | -------------------------------------------------------------------- | -------------------------- | ----------- |
| 1.    | Mill Arne, Bauer Alexander, Schultz Martin, Brunnegger Thomas        | T304D, T304A, T304C, T304B | 119:09:52.0 |
| 2.    | Prenn Hugo, Krottendorfer Gerald, Gerlich Wolfgang, Sauermann Stefan | T305A, T305D, T305B, T305C | 153:16:59.8 |

### Endstand 2010 nach 7 Etappen
| Platz | Teilnehmer     | Startnummer | Zeit       |
| ----- | -------------- | ----------- | ---------- |
| 1.    | Czibere Adrian | 12          | 32:14:32.6 |
| 2.    | Ruff Simon     | 23          | 33:38:21.4 |
| 3.    | Distel Yannic  | 233         | 33:44:48.9 |

| Platz | Teilnehmer     | Startnummer | Zeit       |
| ----- | -------------- | ----------- | ---------- |
| 1.    | Prieling Nadja | 25          | 38:25:59.1 |

| Platz | Teilnehmer                  | Startnummer | Zeit       |
| ----- | --------------------------- | ----------- | ---------- |
| 1.    | Kaczmarek Thomas, Eibel Uwe | 2207, 2206  | 73:27:01.8 |

| Platz | Teilnehmer                         | Startnummer | Zeit        |
| ----- | ---------------------------------- | ----------- | ----------- |
| 1.    | Kegelberg Britta, Östreich Manuela | 2212, 2024  | 101:02:01.6 |

| Platz | Teilnehmer                         | Startnummer | Zeit       |
| ----- | ---------------------------------- | ----------- | ---------- |
| 1.    | Goselitz Henri, Bentin Dirk        | 2221, 2220  | 80:37:28.6 |
| 2.    | Erhart Peter, Brunnbauer Hanspeter | 2223, 2222  | 82:17:01.1 |

| Platz | Teilnehmer                                                           | Startnummer            | Zeit        |
| ----- | -------------------------------------------------------------------- | ---------------------- | ----------- |
| 1.    | Gerlich Wolfgang, Sauermann Stefan, Mayr Romed, Krottendorfer Gerald | 2012, 2004, 2003, 2002 | 177:50:54.2 |

Quelle my race result :

### Endstand 2011 nach 7 Etappen
| Platz | Teilnehmer       | Startnummer | Zeit       |
| ----- | ---------------- | ----------- | ---------- |
| 1.    | Ruff Simon       | 74          | 30:30:13.1 |
| 2.    | Ramsauer Thomas  | 63          | 30:47:56.0 |
| 3.    | Seematter Flavio | 103         | 33:45:28.3 |

| Platz | Teilnehmer     | Startnummer | Zeit       |
| ----- | -------------- | ----------- | ---------- |
| 1.    | Leenders Julia | 116         | 37:06:05.9 |
| 2.    | Ulbricht Maya  | 85          | 49:29:27.4 |

| Platz | Teilnehmer                         | Startnummer | Zeit       |
| ----- | ---------------------------------- | ----------- | ---------- |
| 1.    | Del Negro Harald, Fürpaß Peter     | 37, 38      | 38:37:39:3 |
| 2.    | Prinz Thomas, Mahrhauser Christian | 54, 96      | 41:21:00:9 |
| 3.    | Watzl Horst, Lengyel Christian     | 84, 78      | 43:52:14:7 |

| Platz | Teilnehmer                     | Startnummer | Zeit       |
| ----- | ------------------------------ | ----------- | ---------- |
| 1.    | Huber Claus, Dorfmann Bernhard | 51, 64      | 36:08:38.5 |
| 2.    | Fraefel Jürg, Keusch Thomi     | 44, 45      | 40:56:13.9 |
| 3.    | Schaake Michael, Weide Wido    | 22, 23      | 40:57:48.4 |

| Platz | Teilnehmer                  | Startnummer | Zeit       |
| ----- | --------------------------- | ----------- | ---------- |
| 1.    | Klotz Thorsten, Lorz Judith | 31, 30      | 43:54:20.4 |

Quelle Peakbreak:

### Endstand 2012 nach 8 Etappen
| Platz | Teilnehmer      | Startnummer | Zeit       |
| ----- | --------------- | ----------- | ---------- |
| 1.    | Robeischl Ewald | 57          | 29:49:04.1 |
| 2.    | Maresch Gabriel | 17          | 29:53:06.6 |
| 3.    | Berger Jens     | 19          | 29:53:27.6 |

| Platz | Teilnehmer        | Startnummer | Zeit       |
| ----- | ----------------- | ----------- | ---------- |
| 1.    | Gau Eva           | 75          | 37:21:23.8 |
| 2.    | Dangl Heidi       | 74          | 38:12:52.4 |
| 3.    | Lorenz Ehrentraud | 79          | 39:54:33.9 |

| Platz | Teilnehmer                           | Startnummer | Zeit       |
| ----- | ------------------------------------ | ----------- | ---------- |
| 1.    | Jäger Robert, Minartz Alexander      | 118, 117    | 33:37:08:9 |
| 2.    | Bayer Johann, Engelhardt Jens        | 120, 119    | 35:15:36:6 |
| 3.    | Nagelmaeker Roel, Nagelmaeker Pieter | 111, 112    | 38:21:57:3 |

| Platz | Teilnehmer                        | Startnummer | Zeit       |
| ----- | --------------------------------- | ----------- | ---------- |
| 1.    | Piedl Miklos, Gartner Eudard      | 110, 109    | 33:10:37.5 |
| 2.    | Priglhofer Gerhard, Dagn Harald   | 102, 101    | 33:29:05.7 |
| 3.    | Kaschel Christof, Schaake Michael | 108, 107    | 37:33:59.9 |

| Platz | Teilnehmer                                             | Startnummer        | Zeit       |
| ----- | ------------------------------------------------------ | ------------------ | ---------- |
| 1.    | Stark Thomas, Tautorat Rene, Maeß Longine, Maeß Ronald | 128, 127, 126, 125 | 44:10:31.2 |

Quelle my race result:

## Besondere Teilnehmer
- Christoph Strasser (2008)

- 1. Platz – Race Around Slovenia (2012), 2. Platz – Race Across America (2012)

- Joa Weber[16] (2008)

- European Champion Time Trial Masters (2009)

- Michael Teuber (2012)

- Goldmedaille bei den Paralympics in London